# Flugplatz Miquelon

i7
i11
i13
Der Flugplatz Miquelon (französisch Aérodrome de Miquelon, IATA-Code: MQC, ICAO-Code: LFVM) ist ein kleiner Flugplatz auf Miquelon, der größeren Insel von Saint-Pierre und Miquelon. Er liegt auf dem Gebiet des gleichnamigen Ortes Miquelon.
Anstelle eines mit Lotsen besetzten Towers wird in Zukunft die Kontrolle des Flughafens mittels Kameras und Wärmebildkameras vom Flughafen St. Pierre aus ferngesteuert.
Fluggesellschaften und Ziele
- Air Saint-Pierre (Saint-Pierre)